# Stazione di Fontaniva
La stazione di Fontaniva è una fermata ferroviaria posta sulla linea Vicenza-Treviso. Serve il centro abitato di Fontaniva.

## Storia
Il 7 agosto 1974 si verificò un incidente ferroviario: la Freccia delle Dolomiti (Milano-Calalzo, treno 167) giunge alla velocità di 110 km/h al passaggio a livello fra Carmignano e Fontaniva, ma le sbarre (che dovevano essere azionate manualmente) non erano ancora abbassate, forse per un colpo di sonno del casellante: il treno si schianta contro il rimorchio di un autotreno in transito. Muoiono 3 ferrovieri e 2 passeggeri, con circa 30 feriti di cui alcuni gravi.
All'inizio degli anni '80 la stazione venne dotata di un apparato a chiave tipo ADM.

## Movimento
La stazione è servita da treni regionali svolti da Trenitalia nell'ambito del contratto di servizio stipulato con le regioni interessate.